# Contemporânea
Contemporânea fue una revista publicada en Lisboa, Portugal.
Publicada entre 1922 y 1926, contó sin embargo con un número aislado publicado en 1915. Estéticamente progresista, tuvo una matriz eclecticista y contó con una vertiente afín al Integralismo Lusitano. En ella se encontraron conspicuas figuras de la literatura modernista portuguesa como Fernando Pessoa, Mário de Sá-Carneiro y José de Almada Negreiros vanguardistas españoles como Ramón Gómez de la Serna o integralistas lusitanos como António Sardinha y Alberto de Monsaraz. Otros colaboradores fueron el marqués de Quintanar o el marqués de Lozoya, futuros colaboradores de Acción Española, o Adriano del Valle y Rogelio Buendía.